# Каржан
Каржан (каз. Қаржан) — село в Казыгуртском районе Туркестанской области Казахстана. Входит в состав Алтынтобинского сельского округа. Находится на реке Каржансу примерно в 28 км к востоку от районного центра, села Казыгурт. Код КАТО — 514033500.

## Население
В 1999 году население села составляло 4224 человека (2147 мужчин и 2077 женщин). По данным переписи 2009 года, в селе проживали 4454 человека (2215 мужчин и 2239 женщин).

## Достопримечательности
На окраине села расположено средневековое городище Алтынтобе.